# 大和武士
大和 武士（やまと たけし、1965年8月7日 - ）は、日本の元俳優。元プロボクサー。第38代日本ミドル級王者。岡山県出身。身長185cm、体重85kg。弟は同じく俳優の大和啄也。

## 来歴・人物
プロデビューまで
岡山県の少年院で、『一瞬の夏』（沢木耕太郎）を読み、ボクサーになるために上京。ワタナベボクシングジムに所属する。
日本王者
1988年3月21日に、日本ミドル級王者の大和田正春が網膜剥離のために返上したタイトルを松柳俊紀との王座決定戦で4回KO勝ちを収め王座を獲得した。同年9月19日、2度目の防衛戦で田島吉秋に4回KO負けし、王座から陥落した。
俳優へ
翌1989年、映画『どついたるねん』で俳優としてもデビュー。1991年の第14回日本アカデミー賞新人俳優賞（「鉄拳」、1990年）に選ばれた。1992年6月の試合を最後にプロボクサーを引退。引退後、オリジナルビデオ、ヤクザ映画を中心に活動していた。
2008年8月2日、東京都目黒区の寿司店で店主に包丁を突きつけて「ぶっ殺す」などと脅し、顔を十数回殴って逮捕され、2008年12月2日、東京地裁で傷害と暴力行為法違反の罪で懲役1年6月、執行猶予4年の有罪判決を受けた。
2013年5月13日　東京都渋谷区道玄坂2丁目で、覚せい剤取締法違反（使用）容疑で緊急逮捕された。渋谷署によると、挙動不審だったことから捜査員が職務質問をしたところ、尿検査で陽性反応が出た。
実業家として
バーやスナックを経営した後、2019年11月4日に渋谷区富ケ谷でしゃぶしゃぶ居酒屋をオープンした。

## 戦績（プロボクサー時代）
| 戦           | 日付           | 勝敗 | 時間 | 内容 | 対戦相手             | 国籍                       | 備考                                       |
| ------------ | -------------- | ---- | ---- | ---- | -------------------- | -------------------------- | ------------------------------------------ |
| 1            | 1986年7月14日  | 勝利 | 2R   | KO   | 須間正幸             | 日本（上福岡）             | プロデビュー戦                             |
| 2            | 1986年8月28日  | 勝利 | 1R   | KO   | 小林栄治             | 日本（斎田）               | -                                          |
| 3            | 1986年11月7日  | 勝利 | 4R   | KO   | 中小路宗男           | 日本（国際）               | -                                          |
| 4            | 1986年12月19日 | ▲    | 4R   | 判定 | 西澤良徳             | 日本（ヨネクラ）           | 東日本ミドル級新人王                       |
| 5            | 1987年2月21日  | 勝利 | 6R   | 判定 | 吉田清治             | 日本（京拳）               | 全日本ミドル級新人王                       |
| 6            | 1987年4月22日  | ▲    | 6R   | 判定 | 六波羅智行           | 日本（東邦）               | -                                          |
| 7            | 1987年12月14日 | 敗北 | 5R   | KO   | 大和田正春           | 日本（角海老宝石）         | 日本ミドル級王座挑戦                       |
| 8            | 1988年3月21日  | 勝利 | 4R   | TKO  | 松柳俊紀             | 日本（東邦）               | 日本ミドル級王座決定戦                     |
| 9            | 1988年5月19日  | 勝利 | 10R  | 判定 | 金並英男             | 日本（愛拳松山）           | 防衛1                                      |
| 10           | 1988年9月19日  | 敗北 | 4R   | KO   | 田島吉秋             | 日本（ベル協栄）           | 日本ミドル級王座陥落                       |
| 11           | 1989年3月20日  | 勝利 | 10R  | 判定 | 大竹永寿             | 日本（グリーンツダ）       | -                                          |
| 12           | 1989年7月6日   | 敗北 | 4R   | KO   | カーロス・エリオット | アメリカ合衆国（八戸帝拳） | OPBF東洋太平洋スーパーウェルター級王座挑戦 |
| 13           | 1989年10月9日  | 敗北 | 6R   | KO   | 上山仁               | 日本（新日本木村）         | 日本スーパーウェルター級王座挑戦           |
| 14           | 1990年2月6日   | 勝利 | 10R  | 判定 | 西澤良徳             | 日本（ヨネクラ）           | -                                          |
| 15           | 1990年8月20日  | 敗北 | 10R  | 判定 | 西條岳人             | 日本（サカエ）             | 日本ミドル級王座挑戦                       |
| 16           | 1991年6月10日  | 勝利 | 8R   | 判定 | 李永龍               | 韓国                       | ヤマトタケシに改名                         |
| 17           | 1991年7月30日  | 敗北 | 7R   | KO   | 金昌澤               | 韓国                       | -                                          |
| 18           | 1992年3月10日  | 勝利 | 6R   | KO   | 市山徹               | 日本（輪島S）              | -                                          |
| 19           | 1992年6月19日  | 敗北 | 10R  | 判定 | 横崎哲               | 日本（オサム）             | -                                          |
| テンプレート |                |      |      |      |                      |                            |                                            |

生涯戦績 19戦10勝（5KO）7敗2分

### ボクシング時代の獲得タイトル
- 東京都アマチュア選手権ミドル級優勝（1986年）
- 東日本ミドル級新人王・全日本新人王（1986年）
- 第38代日本ミドル級王座（防衛1）

## 出演作品

### 映画
- どついたるねん（1989年） - 清田さとる
- 鉄拳（1990年） - 後藤明夫
- トカレフ（1994年） - 主演・西海道夫
- 修羅がゆく シリーズ（1995年） - 本郷組京本組組長 京本錠児
- 新・極道記者 逃げ馬伝説（1996年）
- 宇宙貨物船レムナント6（1996年）
- マリーの獲物（1996年） - 西村
- 暗殺の街（1997年）
- なにわ忠臣蔵（1997年）- 森
- 極道三国志（1998年）- ぴえろの板前
- 黒の天使 vol.2（1999年） - 山部辰雄
- 借王6 ナニワ相場師伝説（1999年）- ミヨシ総業の社長
- 新・仁義なき戦い（2000年） - 遠山鯛一郎
- 東京攻略（2000年） - 赤川
- 修羅のみち4・6 ｰ10（2002年）- 関東共住会大神組組長代行 亀岡竜二
- 新・日本の首領 シリーズ（2004年 - 2006年） - 古田組組員 大島弘信
- 日掛け金融地獄伝 こまねずみ常次朗 ～悪徳金融死すべし～（2006年） - 土壺破目流

### Vシネマ
- ボディガード牙 シリーズ（1993年 - 1995年） - 主演・牙直人
- 闘龍伝 シリーズ（1995年）全2作 - 主演・真岡組若頭 椎名寛治
- あかすり屋 湯助(とうすけ)（1995年） - 主演・熱海湯助
- XX（ダブルエックス） 美しき獣（1995年）
- 修羅之介斬魔劍 妖魔伝説（1996年） - 獰頑
- 湘南武闘派高校伝（1997年）
- 当選（1997年） - 主演・市川一(ピン)
- 仁義22・狂った野獣（1999年）
- 無頼 人斬り五郎（1999年）
- 侠道(おとこみち) シリーズ（2000年）
- 平成維新伝 群狼がゆく（2000年　ミュージアム） - 主演・橘川(元自衛隊員)
- 渋谷ミッドナイト・ウォー 暗黒街（2001年） - 中国マフィアのNo.2
- 実録・山陽道やくざ戦争 手打ち破り（2001年 GPミュージアムソフト） - 三代目山王会武田組若頭兼津山支部長 石本昭男
- 実録・大阪やくざ戦争 報復（2002年 GPミュージアムソフト） - 三代目山王会若頭補佐 武田組組長 武田力也
- 愚連隊の神様 万寿十一伝説 紅蓮 シリーズ（2002年） - 主演・万寿十一
- 野良犬（2002年） - 犬飼源一(無宿浪人)
- 実録・関東やくざ戦争 修羅の盃（2003年 GPミュージアムソフト） - 城東組関山一家阿藤会執行部 中里組組長 中里和典
- 実録・東北(みちのく)やくざ戦争 覇桜の道（2003年） - 大鳥組組員 郷田与一（→郷田組組長）
- 実録・山陽道やくざ戦争 覇道（2003年）全2作 - 主演・浅野組組長 浅野眞一
- やくざの憲法 赤字破門（2003年） - 坂口組加根倉組舎弟 高倉周平
- 龍神1,2（2005年）全2作 - 関東 東神会幹部 倉掛透(→東神会理事長 倉掛連合総長)
- 首領への道24（2005年） - 大和田一家 柄熊組組長 柄熊仁介
- 修羅の門（2005年） - 二代目大政組
- 誇り高き野望 1 - 6（2005年、2006年 アネック） - 森田組松浦組若頭補佐 藤井隼人
- 日掛け金融地獄伝 こまねずみ常次朗（2006年 アートポート）
- 首領がゆく2,3（2006年） - 四代目御堂組若頭補佐 義隆会会長 瀬戸郁也
- 実録 九州やくざ抗争 誠への道（2006年） - 大場一家直参吉仲組組長 吉仲譲二（→雄仁会直参）
- 実録・西日本暴力地帯 山陰抗争（2007年） - 山陰柳田組組長 柳田甲録
- 実録・四国やくざ戦争 血戦 松山抗争勃発編（2007年） - 渡邊組幹部 高垣組組長 高垣高美
- 極道(やくざ)な月（2007年） - 栄虎会組員 中内
- 実録・九州やくざ道 LB熊本刑務所（2008年）
- 実録・暴走族 最後のギャング 関東連合ブラックエンペラー五代目（2008年） - ヤクザ ※友情出演
- 関西極道 流血の抗争史 哀愁の刃編（2008年） - 五代目酒松組若頭補佐 坂村健介
- 極道の紋章5-14（2008年 - 2011年） - 沖田連合副本部長 阿久津組組長 阿久津孝道
- 修羅之魂1 侠客立志編（2008年） - 荒木重徳
- 修羅之魂2 激動渡世編（2008年） - 稲澤会横須田一家井之上組組員 荒木重徳
- 東京NEO魔悲夜1,2,3（2008年 - 2009年） - 帝都会事務局長・総裁付 初代山龍組石山一家総長 石山祐司
- 新・鯨道 侠魂 完結編（2009年） - 高垣組大幹部 横瀬利一
- 恐喝一代記（2008年） - キョウゴウ会系組員
- 野望への挑戦 完結編（2009年） - 勝又組組員 景浦友治
- 稲穂の無頼 哀しき相克（2009年） - 媒酌人
- 大阪風紀委員会（2011年） - 笠松組組長 笠松鷹央
- 極秘潜入捜査官 D.D.T（2011年） - 銃密売組織
- 天獄の島1, 2（2011年 GPミュージアムソフト）
- 修羅の花道2（2012年3月 GPミュージアムソフト） - 日本国盛会 箱屋一家総長 張春樹（→稲村会）

### テレビドラマ
- ウルトラマンガイア 第38・45・50話（1999年、毎日放送） - 柊博之
- ビジネスマン空手道 お父さんの逆襲!（1995年、NHK）
- キャンパスノート（1996年、TBS系列）
- 高村薫サスペンス 地を這う虫（1999年9月9日、NHK BS2）
- 29歳の憂うつ パラダイスサーティー（2000年、テレビ朝日系列）
- あかんか（2007年9月24日、サンテレビ） - 片山保
- はみだし弁護士・巽志郎 第8作「世界遺産屋久島に消えた「無罪？」の殺人者 子連れ美人の執念にヤメ検、激走!!」（2004年、テレビ朝日系列） - 木島譲次(蔵元フード 社長付運転手)
- 名探偵キャサリン 第2作「小京都・郡上八幡殺人事件」（1996年、TBS系列） - 沢山陽一(クラブ支配人)

### CM
- 日本IBM インターネットビジネス
- パルコ
- 日清食品 日清ラ王・ラ王焼そば（1995年）[6]

## 著書
- エンドマークから始まる（1994年3月、風雅書房）ISBN 978-4894240193